# Lista de singles com mais downloads pagos

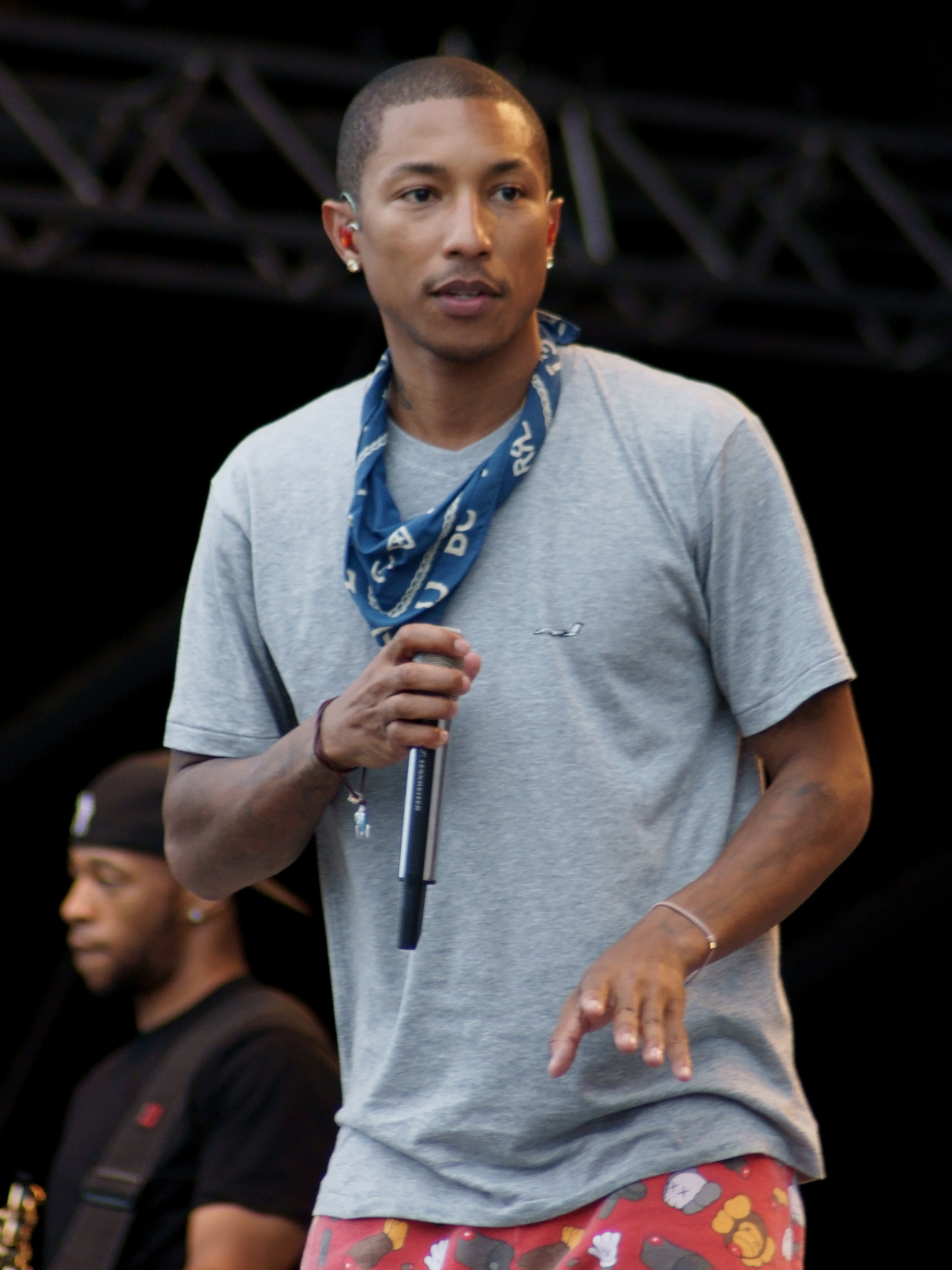
Pharrell Williams ficou em primeiro lugar em 2014 com a canção "Happy".

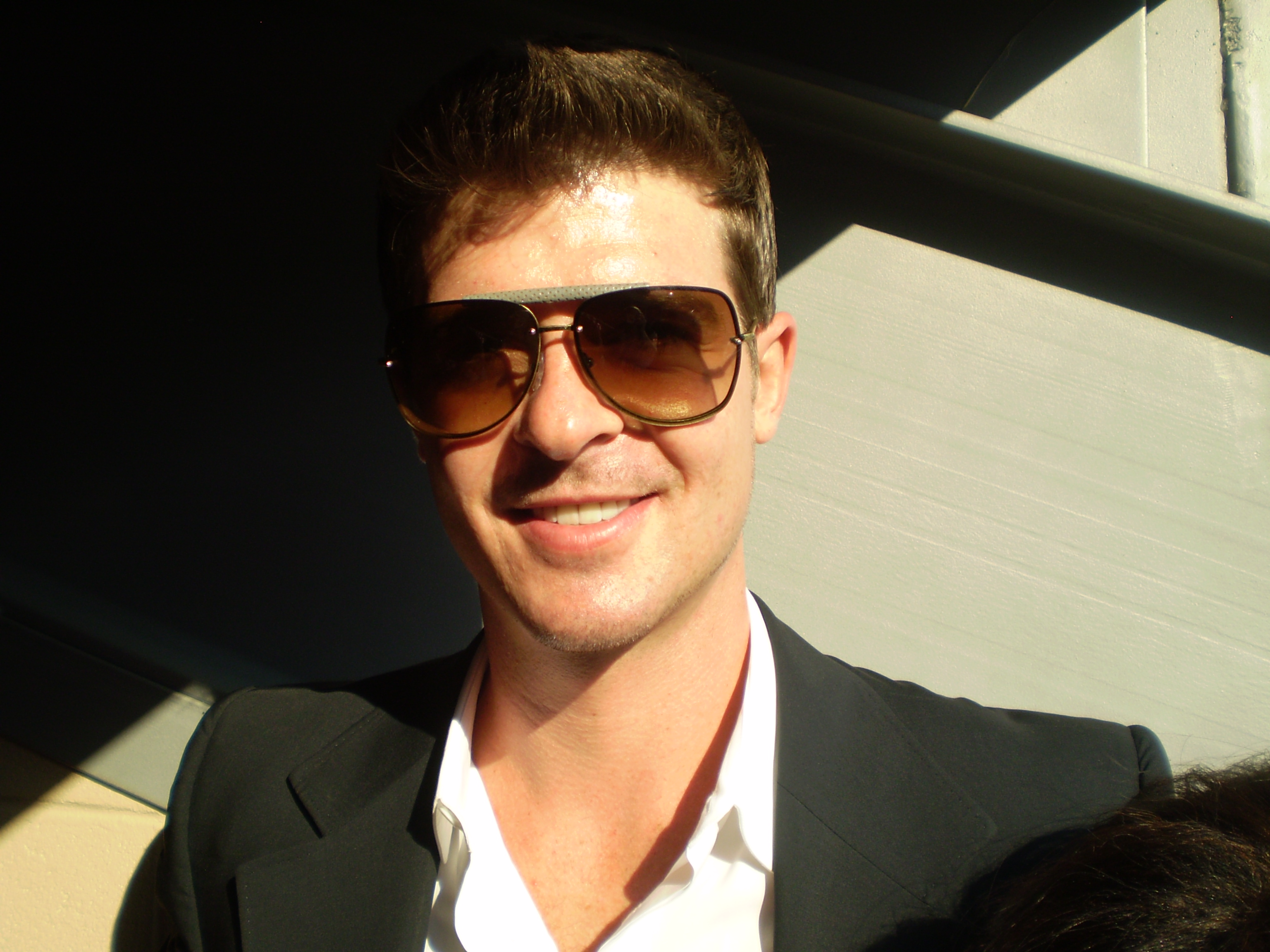
Robin Thicke é o recordista de vendas digitais em 2013 com seu single "Blurred Lines" que teve participações de T.I. e Pharrell.

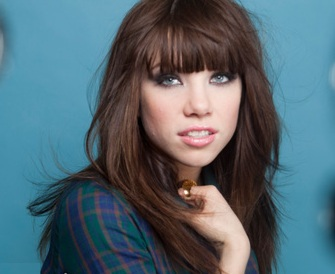
Carly Rae Jepsen foi a artista numero um no top 10 anual da IFPI com "Call Me Maybe" em 2012.

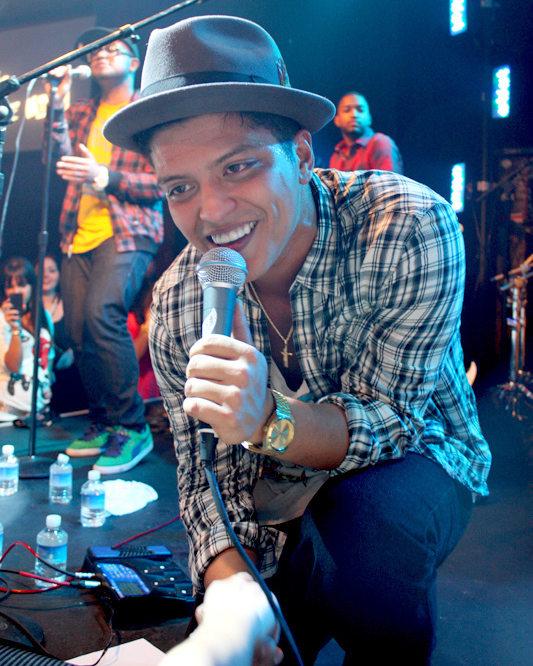
"Just the Way You Are" de Bruno Mars foi o single número 1 em 2011 além de ter outras 2 canções no top 10 da IFPI.

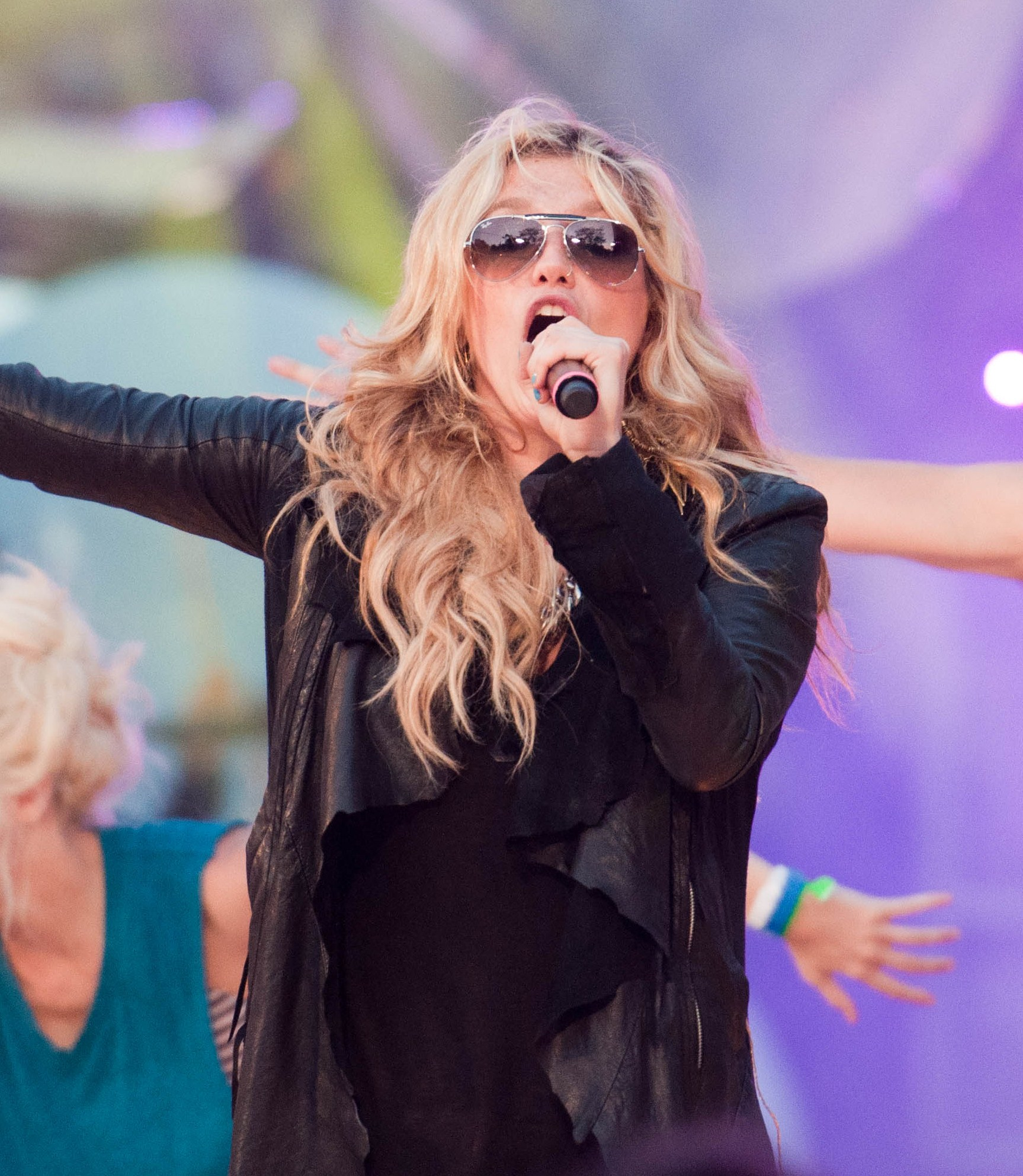
"Tik Tok" de Kesha foi o single mais comercializado em 2010 de todo o mundo.

A cantora Lady Gaga e suas músicas no top 10 com mais downloads de 2009 "Just Dance" e "Poker Face", além deste ser o single campeão no ano.

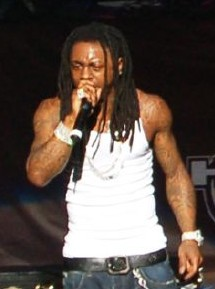
O cantor Lil Wayne, e seu hit mais baixado em 2008 com "Lollipop"

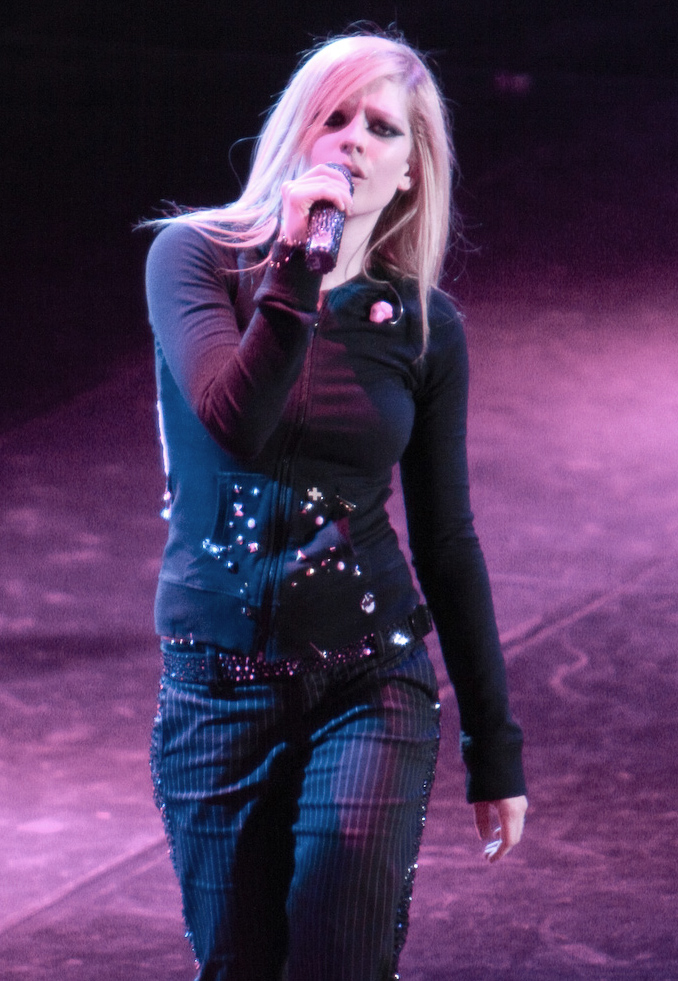
Avril Lavigne é a recordista de vendas digitais em 2007 no primeiro relatório da IFPI com a canção "Girlfriend".

Este anexo lista os singles com mais downloads pagos no mundo, com base apenas nas estatísticas oficiais da IFPI que representa 66 países e mais de 1.400 gravadoras. Em seu primeiro relatório concluído em 2007, a federação fez sua primeira lista dos singles que receberam mais downloads pagos no mundo, e em primeiro lugar despontou a canção da canadense Avril Lavigne, com o hit "Girlfriend‎", do álbum The Best Damn Thing, com mais de 7,3 milhões de músicas baixadas. Em segundo lugar estava o single "Flavor of Life" da cantora de J-Pop Utada Hikaru e seus mais de 7,2 milhões de downloads comprados legalmente.
Em 2008, as comercializações de música pela internet subiram 25% em relação ao ano anterior, e em consequência disto, aumentou também o número de músicas baixadas. Nesse ano, o single mais baixado foi a canção "Lollipop" do rapper dos EUA Lil Wayne, com mais de 9,1 milhões. Em segundo lugar estava o single "Soba ni Iru ne" de Thelma Aoyama. No relatório de músicas mais vendidas em 2009 aparece a cantora de pop eletrônico Lady Gaga com duas músicas no top 10: o hit "Poker Face" em primeiro lugar com mais de 9,8 milhões e a canção "Just Dance" na quarta posição com mais de 7,7 milhões de carregamentos pagos via internet e telefone móvel (celular), sendo a primeira artista, junto com a banda Black Eyed Peas, a aparecer duas vezes nos relatórios anuais da IFPI.
Em 2010, "Tik Tok" de Kesha foi o líder no ano, com 12,8 milhões de singles digitais pagos e Black Eyed Peas mantém a mesma canção "I Gotta Feeling" no top 10 que somados com seu ano de lançamento, 2009 mais de 2010, ultrapassou a marca 13,2 milhões de downloads comercializados em todo o mundo, segundo dados oficiais da IFPI. "Just the Way You Are" de Bruno Mars foi o single mais comercializado em 2011 com mais de 12 milhões. Em 2012, a canção de Carly Rae Jepsen "Call Me Maybe" foi o mais comercializado digitalmente no mundo, com mais de 12,5 milhões de downloads. Entre os artistas, o brasileiro Michel Teló é o único lusófono que já apareceu nas listas anuais da IFPI entre os 10 mais bem-sucedidos. Sua canção "Ai Se Eu Te Pego" foi o sexto mais baixado com mais de sete milhões. A banda Maroon 5 e o cantor Flo Rida aparecem com 2 singles diferentes cada um. O meme "Gangnam Style" também apareceu na lista, ficando na 3 posição dos 10 mais vendidos em 2012.
Em 2013 o hit "Blurred Lines" de Robin Thicke com participação de T.I. e Pharrell foi o mais vendido em todo mundo, com mais de 14,8 milhões de downloads pagos. A variação anual subiu 4.7% em relação a 2012 segundo dados da IFPI. O cantor Pharrell Williams ficou novamente em primeiro lugar nas vendas aunais em 2014 com sua canção "Happy", que foi usada na trilha sonora do filme Despicable Me 2. Seu single teve mais 13,9 milhões de downloads. Em segundo lugar apareceu a cantora Katy Perry, com participação de Juicy J, com a canção "Dark Horse".

## Tabela dossinglesque tiveram mais downloads pagos
| Single                             | Artista(s)                                                      | Álbum                               | Data de lançamento      | Quantidade de downloads pagos |
| ---------------------------------- | --------------------------------------------------------------- | ----------------------------------- | ----------------------- | ----------------------------- |
| "Roar"                             | Katy Perry                                                      | Prism                               | 12 de agosto de 2013    | 31 700 000+                   |
| "Dark Horse"                       | Katy Perry part. Juicy J                                        | Prism                               | 17 de Dezembro de 2013  | 28 200 000+                   |
| "Poker Face"                       | Lady Gaga                                                       | The Fame                            | 29 de setembro de 2008  | 22 000 000+                   |
| "Blurred Lines"                    | Robin Thicke part. T.I. e Pharrell                              | Blurred Lines                       | 26 de Março de 2013     | 18 800 000+                   |
| "Firework"                         | Katy Perry                                                      | Teenage Dream                       | 26 de outubro de 2010   | 18 500 000+                   |
| "Moves Like Jagger"                | Maroon 5 part. Christina Aguilera                               | Hands All Over                      | 5 de novembro de 2010   | 18 500 000+                   |
| "Tik Tok"                          | Kesha                                                           | Animal                              | 7 de agosto de 2009     | 18 400 000+                   |
| "Happy"                            | Pharrell Williams                                               | Girl                                | 16 de Dezembro de 2013  | 18 300 000+                   |
| "Just Dance"                       | Lady Gaga part. Colby O'Donis                                   | The Fame                            | 8 de abril de 2008      | 17 700 000+                   |
| "Bad Romance"                      | Lady Gaga                                                       | The Fame Monster                    | 19 de outubro de 2009   | 17 500 000+                   |
| "Thrift Shop"                      | Macklemore part. Ryan Lewis e Wanz                              | The Heist                           | 26 de Março de 2013     | 17 400 000+                   |
| "I Gotta Feeling"                  | Black Eyed Peas                                                 | The E.N.D                           | 16 de junho de 2009     | 17 200 000+                   |
| "Just the Way You Are"             | Bruno Mars                                                      | Doo-Wops & Hooligans                | 20 de julho de 2010     | 16 700 000+                   |
| ''Shake It Off''                   | Taylor Swift                                                    | 1989                                | 18 de agosto de 2014    | 19 500 000+                   |
| "Call Me Maybe"                    | Carly Rae Jepsen                                                | Curiosity / Kiss                    | 20 de setembro de 2011  | 15 400 000+                   |
| "All of Me"                        | John Legend                                                     | Love in the Future                  | 12 de agosto de 2013    | 14 900 000+                   |
| "Somebody That I Used to Know"     | Gotye                                                           | Making Mirrors                      | 6 de julho de 2011      | 14 800 000+                   |
| "Wake Me Up"                       | Avicii                                                          | True                                | 17 de junho de 2013     | 14 800 000+                   |
| "Born This Way"                    | Lady Gaga                                                       | Born This Way                       | 11 de fevereiro de 2011 | 14 200 000+                   |
| "All About That Bass"              | Meghan Trainor                                                  | Title                               | 30 de junho de 2014     | 14 000 000+                   |
| "Let It Go"                        | Idina Menzel                                                    | Frozen                              | 25 de Novembro de 2013  | 13 900 000+                   |
| "Grenade"                          | Bruno Mars                                                      | Doo-Wops & Hooligans                | 28 de setembro de 2010  | 13 200 000+                   |
| "Hips Don't Lie"                   | Shakira                                                         | Oral Fixation Vol. 2                | 28 de fevereiro de 2006 | 12 000 000+                   |
| "Royals"                           | Lorde                                                           | Pure Heroine                        | 8 de março de 2013      | 12 000 000+                   |
| "Just Give Me a Reason"            | Pink part. Nate Ruess                                           | The Truth About Love                | 11 de março de 2013     | 10 900 000+                   |
| "Party Rock Anthem"                | LMFAO                                                           | Sorry for Party Rocking             | 25 de janeiro de 2011   | 10 700 000+                   |
| "Gangnam Style"                    | PSY                                                             | PSY's Best 6th Part 1               | 15 de julho de 2012     | 10 700 000+                   |
| "We Are Young"                     | fun. part. Janelle Monáe                                        | Some Nights                         | 20 de setembro de 2011  | 10 600 000+                   |
| "Timber"                           | Pitbull part. Ke$ha                                             | Meltdown                            | 7 de outubro de 2013    | 10 600 000+                   |
| "Get Lucky"                        | Daft Punk part. Pharrell Williams                               | Random Access Memories              | 19 de abril de 2013     | 10 300 000+                   |
| "Love the Way You Lie"             | Eminem part. Rihanna                                            | Recovery                            | 9 de agosto de 2010     | 10 300 000+                   |
| "Lollipop"                         | Lil Wayne                                                       | Tha Carter III                      | 11 de março de 2008     | 10 100 000+                   |
| "Payphone"                         | Maroon 5 part. Wiz Khalifa                                      | Overexposed                         | 16 de abril de 2012     | 10 100 000+                   |
| "Fancy"                            | Iggy Azalea part. Charli XCX                                    | The New Classic                     | 17 de fevereiro de 2014 | 10 100 000+                   |
| "California Gurls"                 | Katy Perry part. Snoop Dogg                                     | Teenage Dream                       | 7 de maio de 2010       | 10 000 000+                   |
| "Telephone"                        | Lady Gaga part. Beyoncé                                         | The Fame Monster                    | 26 de janeiro de 2010   | 9 900 000+                    |
| "Problem"                          | Ariana Grande part. Iggy Azalea                                 | My Everything                       | 25 de agosto de 2014    | 9 500 000+                    |
| "Radioactive"                      | Imagine Dragons                                                 | Night Visions                       | 3 de Maio de 2013       | 8 600 000+                    |
| "Rude"                             | MAGIC!                                                          | Don't Kill the Magic                | 11 de outubro de 2013   | 8 600 000+                    |
| "Boom Boom Pow"                    | Black Eyed Peas                                                 | The E.N.D                           | 10 de março de 2009     | 8 500 000+                    |
| "On the Floor"                     | Jennifer Lopez part. Pitbull                                    | Love?                               | 11 de fevereiro de 2011 | 8 400 000+                    |
| "E.T."                             | Katy Perry part. Kanye West                                     | Teenage Dream                       | 16 de Fevereiro de 2011 | 8 400 000+                    |
| "When I Was Your Man"              | Bruno Mars                                                      | Unorthodox Jukebox                  | 15 de janeiro de 2013   | 8 300 000+                    |
| "Give Me Everything"               | Pitbull part. de Nayer, Ne-Yo & Afrojack                        | Planet Pit                          | 18 de março de 2011     | 8 200 000+                    |
| "Rolling in the Deep"              | Adele                                                           | 21                                  | 29 de novembro de 2010  | 8 200 000+                    |
| "Soba ni Iru ne"                   | Thelma Aoyama                                                   | Diary                               | 23 de janeiro de 2008   | 8 200 000+                    |
| "I'm Yours"                        | Jason Mraz                                                      | We Sing. We Dance. We Steal Things. | 12 de fevereiro de 2008 | 8 100 000+                    |
| "Scream & Shout"                   | will.i.am part. Britney Spears                                  | #willpower                          | 19 de abril de 2013     | 8 100 000+                    |
| "Low"                              | Flo Rida part. T-Pain                                           | Mail on Sunday                      | 19 de junho de 2007     | 8 000 000+                    |
| "Bailando"                         | Enrique Iglesias part. Sean Paul, Descemer Bruno, Gente De Zona | Sex and Love                        | 28 de abril de 2014     | 8 000 000+                    |
| "Stay"                             | Rihanna part. Mikky Ekko                                        | Unapologetic                        | 6 de Janeiro de 2013    | 7 900 000+                    |
| "Bleeding Love"                    | Leona Lewis                                                     | Spirit                              | 19 de outubro de 2007   | 7 700 000+                    |
| "Girlfriend"                       | Avril Lavigne                                                   | The Best Damn Thing                 | 7 de fevereiro de 2007  | 7 300 000+                    |
| "The Time (Dirty Bit)"             | Black Eyed Peas                                                 | The Beginning                       | 5 de novembro de 2010   | 7 300 000+                    |
| "Flavor of life"                   | Utada Hikaru                                                    | Heart Station                       | 28 de fevereiro de 2007 | 7 200 000+                    |
| "Ai Se Eu Te Pego"                 | Michel Teló                                                     | Na Balada                           | 11 de novembro de 2011  | 7 200 000+                    |
| "Starships"                        | Nicki Minaj                                                     | Pink Friday: Roman Reloaded         | 14 de fevereiro de 2012 | 7 200 000+                    |
| "Love Story"                       | Taylor Swift                                                    | Fearless                            | 12 de setembro de 2008  | 7 100 000+                    |
| "OMG"                              | Usher part. Will.i.am                                           | Raymond vs. Raymond                 | 22 de março de 2010     | 6 900 000+                    |
| "One More Night"                   | Maroon 5                                                        | Overexposed                         | 19 de junho de 2012     | 6 900 000+                    |
| "Hey, Soul Sister"                 | Train                                                           | Save Me San Francisco               | 11 de agosto de 2009    | 6 600 000+                    |
| "Umbrella"                         | Rihanna part. Jay-Z                                             | Good Girl Gone Bad                  | 29 de março de 2007     | 6 600 000+                    |
| "Whistle"                          | Flo Rida                                                        | Wild Ones                           | 9 de junho de 2012      | 6 600 000+                    |
| "The Lazy Song"                    | Bruno Mars                                                      | Doo-Wops & Hooligans                | 15 de fevereiro de 2011 | 6 500 000+                    |
| Bad Blood (canção de Taylor Swift) | Taylor Swift                                                    | 1989                                | 17 de maio de 2015      | 6 500 000+                    |
| "Baby"                             | Justin Bieber part. Ludacris                                    | My World 2.0                        | 18 de janeiro de 2010   | 6 400 000+                    |
| "Kiseki"                           | Greeeen                                                         | Ā, Domo. Ohisashiburi Desu.'        | 28 de maio de 2008      | 6 200 000+                    |
| "Apologize"                        | Timbaland com OneRepublic                                       | Timbaland Presents Shock Value      | 17 de setembro de 2007  | 6 200 000+                    |
| "Crushcrushcrush"                  | Paramore                                                        | Riot!                               | 15 de janeiro de 2008   | 6 100 000+                    |
| "Single Ladies"                    | Beyoncé                                                         | I Am... Sasha Fierce                | 8 de outubro de 2008    | 6 100 000+                    |
| "Say Something"                    | A Great Big World part. Christina Aguilera                      | Is There Anybody Out There?         | 4 de novembro de 2013   | 6 000 000+                    |
| "Buy U a Drank (Shawty Snappin')"  | T-Pain                                                          | Epiphany                            | 20 de fevereiro de 2007 | 5 900 000+                    |
| "I Kissed a Girl"                  | Katy Perry                                                      | One of the Boys                     | 6 de maio de 2008       | 5 700 000+                    |
| "Don't Matter"                     | Akon                                                            | Konvicted                           | 18 de janeiro de 2007   | 5 700 000+                    |
| "Love in This Club"                | Usher part. Young Jeezy                                         | Here I Stand                        | 25 de janeiro de 2008   | 5 600 000+                    |
| "No One"                           | Alicia Keys                                                     | As I Am                             | 11 de setembro de 2007  | 5 600 000+                    |
| "Kiss Me Thru the Phone"           | Soulja Boy                                                      | iSouljaBoyTellem                    | 26 de novembro de 2008  | 5 500 000+                    |
| "Circus"                           | Britney Spears                                                  | Circus                              | 9 de dezembro de 2008   | 5 500 000+                    |
| "With You"                         | Chris Brown                                                     | Exclusive                           | 3 de dezembro de 2007   | 5 500 000+                    |
| "Crank That"                       | Soulja Boy Tell 'Em                                             | Souljaboytellem.com                 | 2 de maio de 2007       | 5 200 000+                    |
| "Party Like a Rockstar"            | Shop Boys                                                       | Rockstar Mentality                  | 11 de maio de 2007      | 5 200 000+                    |
| "Beautiful Girls"                  | Sean Kingston                                                   | Sean Kingston                       | 26 de maio de 2007      | 4 800 000+                    |
| "This Is Why I'm Hot"              | Mims                                                            | Music Is My Savior                  | 26 de maio de 2007      | 4 800 000+                    |
| "Irreplaceable"                    | Beyoncé                                                         | B'Day                               | 23 de outubro de 2006   | 4 600 000+                    |